# 胡桃さくら
胡桃 さくら（くるみ さくら、2002年10月29日 - ）は、日本のAV女優。ティーパワーズ所属。

## 略歴
2022年2月23日、SODクリエイトの「もぎたて」レーベル専属女優としてAVデビュー。月刊FANZA発表「このAV女優がすごい!2022夏 新人編」で3位を獲得した。
2024年4月8日週FANZA動画フロアランキングにて、出演作『クールで美人な担当看護師に見つめられながら、事務的（業務として）に性欲処理される入院生活 さくら』（unfinished）が10位にランクイン。
2024年4月発売『アサヒ芸能』発表「2024現役AV女優セクシー総選挙」において総合37位となる。
同年10月28日週FANZA通販ランキングにおいて、『エロかわ女子〇生が夢のご奉仕 学園祭爆乳ソープランド 学園祭の出し物はまさかの担任先生も容認 性風俗店!?』（桃太郎映像出版）が初登場9位にランクイン。
2025年2月17日週FANZA動画フロアランキングにて出演VR作品『モテないボクに訪れたミラクル!! 禁断の儀式をしたらまさかの巨乳サキュバス5姉妹召喚!! 1vs5のヤリまくり無限∞射精ハーレム新婚生活』（KMPVR-彩-）が初登場9位。

## 人物
- 福井県出身。
- 趣味はアニメ鑑賞。特にテニスの王子様、黒子のバスケなどスポーツ系アニメを好む[8]。
- 初体験は17歳で、相手は同級生の初彼氏。デビュー時の経験人数は2人[8]。
- 声優専門学校に進学するために上京。新人声優はエロアニメやエロゲームの仕事が多いにもかかわらず、自身は経験が少ないことを鑑み、勉強のために3本限定でAV出演[8]。

## 作品

### アダルトビデオ
- 誰もが萌える激甘ボイスの声優を夢見て福井県から上京してきたヲタク美少女 3本限定AV debut 胡桃さくら 19歳（2月23日、SODクリエイト）
- 声優を夢見る激甘萌えボイスの福井県産ヲタク美少女 胡桃さくら 「頭が真っ白になるほどイってみたいです…」屈強な男に色白敏感ボディを突かれまくる! 痙攣ガチイキ激ピストン（3月24日、SODクリエイト）
- 北陸産の美しい色白ボディは超絶敏感! 焦らしに焦らされ可愛い吐息… 萌え声でおねだりするまで挿れてあげないおま○こトロトロおち○ぽ懇願SEX 胡桃さくら（4月21日、SODクリエイト）
- 声優アイドルコスプレ撮影会の闇 キモヲタたちに囲まれ好き放題に姦される… 性処理ペット輪姦撮影会 胡桃さくら（6月23日、SODクリエイト）

- アニメ声オタク美少女めちゃカワ黒コス着て初めてのナマ中出し（3月21日、本中）
- 僕の家の家政婦になった巨乳教え子からおっぱい密着＆中出しSEXで射精されまくる日々。 胡桃さくら（4月18日、本中）
- 胡桃さくら女の子と初めてエッチしちゃいました 胡桃さくらレズ解禁 胡桃さくら 斎藤あみり（6月13日、ビビアン）
- 初めて出来た彼女を脱がしたら… 着衣からは想像できないスリム巨乳だしメガネ姿からは想像できない可愛い素顔 大興奮の僕は性欲尽きるまでハメまくった 胡桃さくら（6月20日、E-BODY）
- 「お兄ちゃん、まだ出るよね?」 妹二人が射精してもシコシコ追撃で絶対連続射精 羞恥プレイが最高すぎるCFNM風俗5シチュエーション 胡桃さくら 橋本りこ（7月4日、kawaii*）
- 色白スレンダー巨乳の彼女が親父プロデューサーに寝取られ種付けプレスされていた。 胡桃さくら（7月11日、ダスッ!）
- 中出し巨乳アニメ声絶頂さくら 【青春美少女の覚醒】 淫乱絶頂生徒指導 過激! 極上プロポーションお嬢様女学生の熱烈騎乗位SEX 胡桃さくら（7月11日、オーロラプロジェクト・アネックス）
- 仮たいとる 地下アイドル 枕営業狂騒曲 くるみ（7月12日、First Star）
- オジサンを挑発する 清楚系ド変態地下アイドル 秘密のコスプレ痴女パコ 精液搾り取る中出し & コスプレSEXでガチ肉便器化ドマゾ娘。 胡桃さくら（7月18日、無垢）
- 嫁の連れ子が巨乳でエラいベッピンな小悪魔ちゃんで、ワシ、ホンマかなわんがな。（7月18日、キチックス/妄想族）
- ～幸せの近親相姦～ わたしは家族みんなの性処理係 胡桃さくら（7月25日、セレブの友）
- 一般男女モニタリングAV × マジックミラー便コラボ企画 女子アナ志望の美人女子大生が出演! ガニ股ポーズで「潮吹き我慢! 路上リポート」手マン & 電マ責めに耐えて淫語ニュースを最後まで読めたら100万円! チャレンジ失敗でデカチン即ハメ生中出し!!（8月1日、DEEP'S）
- How to裏オプ! 押しに弱いメイドリフレ女子に神ヌキ対応させちゃう口説きテクを騙し撮り! さらにご奉仕ナマ中出しSEXまでデキちゃうのか!?（8月15日、はじめ企画）
- 恥辱、陵辱、とびっこ装着・繁華街デート! 6 胡桃さくら（8月22日、セレブの友）
- うぶな女子●生が初めての痴漢我慢 どんなに怖くても、感じちゃっても絶対声出しちゃダメ! 拒んでいてもパンティに染み発覚 → 羞恥心で顔真っ赤 → 指を入れれば糸引き濡れま●こ! 生ペニスを出してもイヤとは言えない女子●生に鬼畜中出しセックス4連発!（8月25日、赤面女子）
- 美少女声優オーディション 卑猥な罠にハメられて 胡桃さくら（9月5日、プラネットプラス/アンビバレンツ）
- 新・世界一ザーメンを大量に発射する男の超ぶっかけSEX 胡桃さくら（9月12日、ROOKIE）
- 最高級美少女ソープ 胡桃さくら（9月21日、アイエナジー）
- おチンチン舐めてあげるから恋人のフリしてっ! 早く結婚しろとうるさい両親を安心させるために超カワイイ同期女子の一日彼氏になったボク 胡桃さくら（9月26日、ROYAL）
- 押しに弱くて都合よく膣内射精される私 ～4SEX～ 胡桃さくら（9月26日、セレブの友）
- 高身長! 細腰くびれ! スラっと美脚! エロかわ露出コスチュームで褒めちぎりスレンダー秘書神奉仕ハーレム 胡桃さくら 斎藤あみり 星宮菜奈（10月3日、kawaii*）
- 素人ナンパバラエティ Summer Quiz Vacation! 賞金総額100万円! 美Bodyビキニギャルがバイブをズボズボ抜き差しされながら挑戦する＆淫語クイズチャレンジ! 誤解答なら即デカチン生ハメ! ナマ中出しも夏だからまいっかー♡（10月12日、サディスティックヴィレッジ）
- マジックミラー号ハードボイルド ココナッツ香る 夏ギャルが挑戦する手コキ射精チャレンジ! 遅漏すぎデカチンを15分以内にどっぴゅん発射できたら賞金15万円! 「ギン勃ちで熱くてドクドク… 照」と赤面した素人ビキニ娘は、覚醒デカマラの連続中出しも受け入れてしまうのか!（10月12日、サディスティックヴィレッジ）
- 愛おしすぎて壊しちゃいたい カワボなヤンデレJ系に監禁された俺の極限中出し搾精生活 胡桃さくら（10月17日、かぐや姫Pt/妄想族）
- 新入社員を研修で魔改造! ド痴女にさせるための育成調教計画! 胡桃さくら（10月17日、グローリークエスト）
- 【25周年SP】顔出し解禁!! マジックミラー便 ビキニ水着の女子大生 初めてのぬるぬるオイル素股編 ＃夏ナンパ2023 総勢16人全員SEXスペシャル! ギンギンに勃起したち○ぽを赤面まんコキ! 恥じらいながらも濡れてしまった敏感オマ○コにヌルっと挿入で激イキ絶頂!! 2枚組10時間!!（10月17日、DEEP'S）
- 巨乳レイヤー4連中出し乱交オフ会 萌え声 + ピンク乳首に群がるVIP登録会員と戯れる5P撮影会 さぁみんなも登録してね♪ 胡桃さくら（10月24日、ABC/妄想族）
- 自由を奪われた身体をしつこく犯され感じまくる女 2 胡桃さくら（10月24日、セレブの友）
- ノーハンドフェラは奴隷の証! 9 手を使わずにフェラチオする11人の素人娘（10月24日、かぐや姫Pt/妄想族）
- 教え子で愛人の二人が「どちらか一人を選んで…!!」と懇願してきたので、極上の奉仕と最高の中出しSEXで朝まで競い合わせてみた―。 胡桃さくら 乃木絢愛（11月14日、マドンナ）
- カメラを切り忘れ、彼氏とのセックスを生配信!? クズ教師に見つかり中出し強要! 胡桃さくら（11月20日、プラネットプラス/アンビバレンツ）
- 憑依おじさん in 胡桃さくら 巨乳スレンダー美少女を乗っ取り、代わりにもう一人のワシと情交。（11月28日、ダスッ!）
- チア部の生徒が教師のボクを誘惑、妻が不在の間に何度も中出しさせられてしまった… 胡桃さくら（12月5日、BeFree）
- セクハラママさんバレー! 7 ハイレグブルマ姿の人妻9人が挑む過酷なエロトレーニング（12月5日、かぐや姫Pt/妄想族）
- 「トー横」パパ活ガール さくら (20歳)（12月12日、K-Tribe）
- 街で見つけた性欲盛りの制服カップルに「ただで部屋貸してあげよっか?」セックスを覚えたばかりの若い2人が猿のように何度も生でヤリまくる盗撮映像（12月21日、ナチュラルハイ）

- 代々木駅の東口駅前の似顔絵パフォーマーがえぐい程かわいい。Kちゃん（1月2日、こぐま/妄想族）
- ギャル娘、お貸しします。 GAL.002 胡桃さくら（1月5日、プレステージ）
- どんな男でも必ず快楽に導く一泊二日射精三昧 巨乳女将3人が10発射精するまで帰さない ヌルヌル天国で男性客をトリコにする温泉旅館 有岡みう 胡桃さくら 蘭々（1月9日、Million）
- 時間停止学級。時間を止める事が出来る神装置で、好きな時に挿れたり、止めたりし放題。（1月9日、Hsoda）
- 素人娘の全裸図鑑 33  今時の女の子12名が恥らいながら脱衣していく様子をじっくり撮影した、変態紳士のためのヘアヌードコレクション（1月23日、かぐや姫Pt/妄想族）
- オジサンの事を見下している生意気な塩対応P活少女達を理解らせWレ×プ デカチン制裁された二人組×2 Part2（1月26日、赤面女子）
- まだ何も知らない女子校生が淫らな言葉を吐き垂らしながら絶頂を繰り返す 媚薬漬け淫猥声語 胡桃さくら（1月30日、REAL）
- 小悪魔挑発美少女 胡桃さくら（2月6日、MARRION）
- ヌレると弾け飛び全裸になるパッチンレオタード撮影会 4（2月8日、ROCKET）
- 羞恥! ある日突然男女社員混合強制OL健康診断2023 8時間半スペシャル（2月8日、サディスティックヴィレッジ）
- 責め経験ほぼゼロ//超うぶ素人娘がM男くんと密室2人きりww「ほら精子出しなよ///でも勝手に出しちゃダメぇ～」敏感すぎるM男に大発情 & ドS痴女覚醒!? 乳首舐め手コキ、顔騎、足コキ、罵倒で小悪魔寸止め//暴発しちゃうMチンに跨り杭打ち騎乗位でエロエロ腰振りエンドレス絶頂!! M男君のキャンタマ枯渇するまで精子搾取連続中出し!! 2（2月9日、赤面女子）
- ロリ巨乳の小悪魔美少女がオトナたちのチ●ポを喰いまくるッ!! 胡桃さくら（2月13日、K-Tribe）
- 素人ネムラセ!! 何しても起きない酩酊状態の素人を思うがままにハメまくる!! 4（2月16日、DOC）
- クソ生意気なメスガキ姪っ子レイヤーを絶倫チ〇ポの激ピストン20発中出しでわからせる! 胡桃さくら（2月20日、MOODYZ）
- 鬼畜介護施設 J●ズタボロ介護士 胡桃さくら（2月20日、ドグマ）
- 最高にヌける激かわ制服美少女とハメまくりイチャラブSEX 精子出しきるまでパコる超濃厚種付け 美少女2名。大量中出し、ハメ撮り、フェラ顔もイキ顔も最高 ひまりちゃん / さくらちゃん（2月20日、無垢）
- アナルのシワの数までハッキリわかる! ノーモザイク連続絶頂アナル見せオナニー 23（2月22日、アイエナジー）
- 「絶対にコスるだけですよ…?」 彼女の巨乳妹の無自覚パンチラ誘惑に我慢できず大人デカチンをパンツ越し素股で先っちょグリグリ挿入したら… ヌルッと生挿入! 焦らされ続きで感度が上がった即イキ敏感パイパンJ系マ○コに何度も中出し! 胡桃さくら（3月5日、LUNATICS）
- 羞恥! 美少女完全淫乱♀化ビッグバンローター 電圧85倍! 電マ以上に強力な振動で容赦無く野外失禁させる爆弾ローターをキツマンに強制挿入されアルバイトするファミレス娘（3月7日、サディスティックヴィレッジ）
- 勉強を教えてもらいに来た教え子はポロチラ乳首で発情誘惑してくる巨乳ノーブラ女子校生（3月12日、BAZOOKA）
- 終電逃すたび僕の部屋に泊まりに来る妹のこぼれ落ちそうな寝巨乳にムラムラ止まらず、バレ寸前まで揉んでしゃぶってを繰り返すギリギリ夜這い未満生活 胡桃さくら（3月12日、アリスJAPAN）
- 女子学園寮 発情期オナニー 盗撮された発育途中の女子〇生10人（3月15日、プリモ）
- 「先に妊娠できた方と結婚だよ!」 ダメ元で二人の幼馴染に告白したら2人ともお情けでOKしてくれた! 当然バレて詰められた結果「2人と中出しエッチして先に妊娠した方と付き合う」という、逆に男の夢みたいな条件を出されちゃった!（3月26日、Hunter）
- 鉄フック マ○コ引き裂き失禁拷問 お嬢様女子〇生 ドM覚醒アクメ漬け 胡桃さくら（4月2日、ワンズファクトリー）
- 僕の身体はJ〇達の実験体! 気づけば僕の家はJ〇達の溜まり場で全員とセックスさせられた 夢川りあ 安堂はるの 胡桃さくら 渚みつき（4月2日、MARRION）
- ドラレコ援交盗撮 車内で女子○生にバイト感覚でパンチラ手コキ射精をしてもらって追加課金でラブホ中出しできました。（4月11日、SODクリエイト）
- 羞恥 新卒美少女を裸にして尻穴と膣穴の奥まで視姦する「セクハラ圧迫面接」危険日に中出しされたのに不採用にされ号泣! 2024春（4月11日、サディスティックヴィレッジ）
- 接客中に顔を紅潮させながら感じまくるバイト娘 15（4月11日、ナチュラルハイ）
- 中出し孕ませ新婚生活 胡桃さくら（4月23日、Million）
- 今からこの一家全員レイプします 世田●区祖●谷 胡桃さくら 美波こづえ 響乃うた 鈴木さとみ（4月23日、REAL）
- 胡桃さくら 未公開完全撮り下ろし2SEX & スーパーベストBOX 706分 5枚組（4月23日、セレブの友）※単体ベスト
- 甘サド美少女挑発愛好会 責められたいけど怖い痛いは嫌なわがままM男クンをエロく甘～くドピュっちゃう! 胡桃さくら（4月25日、フェチ眼）
- 【キメセク健康診断】変態医師がこっそり媚薬を飲ませてガンギマリSEXしまくるドクハラの一部始終（4月25日、SODクリエイト）
- ナマを拒否る無愛想な交縁女子の弱点はクリトリス 先っぽ擦りでクリイキした隙に無断でゴム外し生挿入! そのまま中出しピストン!!（4月25日、ナチュラルハイ）
- 同人サークル入りませんか? 全員オタクのシェアハウスで男はボク1人。毎日爆乳美女たちとヤリまくり! 花柳杏奈 胡桃さくら 千石もなか（5月14日、ROOKIE）
- 『そんなの見たらシたくなっちゃう』 ボクを全く男として見ていない女子（クラスメイト、バイト仲間、幼馴染…）が不意に見せたボクの勃起チ○ポで発情! エロいメスの顔に豹変! 体中…汗をかくほど感じまくりイキまくり! ボクが勃起しなくなるまで何度も中出し求めまくり!!（5月14日、Hunter）
- 取扱注意!? 僕の彼女は可愛くてエッチな地雷系メンヘラ女子 胡桃さくら（5月16日、MAXING）
- 【人間失格】さんざんレ×プやぶっかけされた憧れのあの子を見て、クズ射精を何度もキメてしまった僕 胡桃さくら（5月21日、グローリークエスト）
- ―極み癒し射精遊郭― 麗しい巨乳和美人が昇天快楽でおもてなしする高級浴衣ヘルス（5月28日、Million）
- 素人おま○こくぱぁ観察2輝くビラビラが透けて見えそうなほど4Kカメラ超接写至近距離で照れイキオナニー30ま○こ5時間（5月28日、S級素人）
- 女のイキツボ直撃レズエステ8 乳首いじりとこねくり責めで拒絶しながらも絶頂をくり返す未開発のカラダ（6月6日、ナチュラルハイ）
- 強性相部屋NTR パワハラ女上司3人に一昼夜犯され続ける… 仕事ができないボクの精子を搾り取る中出し出張 胡桃さくら 美園和花 優梨まいな（6月11日、Million）
- 意識は残るが身体は動かなくなりあられもないポーズで犯されまくる全身硬直スプレーレ×プ（6月11日、REAL）
- 【童貞君を探し出して筆おろしセックス出来たら100万円!?】 親友の素人娘2人が童貞求めてはじめての逆ナンパ!! SNS、マッチングアプリもフル活用!! 見つけ出した童貞ち●ぽを奪い合うハーレム筆おろし! 生中しすぎてキンタマ枯渇!! 5（6月14日、赤面女子）
- 生真面目競泳女子、性に溺れる スタイル抜群の競泳女子はチ〇ポの味が忘れられず、呼べばいつでも生姦中出しさせてくれる即ヤリ女子に成り下がる。 胡桃さくら（6月18日、無垢）
- 【個撮】どこでもフェラ 15 11人（6月18日、かぐや姫Pt/妄想族）
- オルチャンメイクJ○痴漢 抵抗しまくる生意気女子が泣きイキするまで弄りまわせ!（6月20日、ナチュラルハイ）
- スレンダー巨乳の義姉の誘惑に蝕まれ、快楽堕ちしていく兄妹。 斎藤あみり 胡桃さくら（6月25日、ROYAL）
- 巨乳水泳部員 媚薬漬けレイプ合宿 美園和花 胡桃さくら 花柳杏奈（6月25日、REAL）
- 卒業の危うい巨乳女子○生の乳首を完全開発 チクハラ教師にチクビだけで何度も何度もイカされる乳首イキ凌辱（6月25日、REAL）
- 告白・角オナニー & うつ伏せオナニー 女の子のリアル脚ピーンオナニー（6月27日、フェチ眼）
- オフパコ枕営業しているあざと可愛い巨乳コスプレイヤーに鬼焦らし舐めじゃくりフェラで射精コントロールされ喉奥ごっくんでいいなり貢ぎち○ぽになった話 胡桃さくら（7月2日、LUNATICS）
- 素人娘オナホ化 偽ザー無しフェラ特化20人 完全撮り下ろしSP（7月15日、プリモ）
- 無防備すぎる巨乳妹と目のやり場のないメチャ狭ワンルーム同居性活 胡桃さくら（7月23日、ROYAL）
- 彼とのSEXで中イキ出来ずに悩むギャルをちゃんと中イキ出来るカラダに開発してくれるという噂の女性用デリバリー風俗を呼ぶと初めは半信半疑だったが余りの気持ち良さに中出し懇願する程イキまくる!!（7月23日、SCOOP）
- 乳首敏感体質改善プロジェクト! 素人女子大生が挑戦! 凄テクAV男優のイっても止めない乳首責め開発で敏感女子に大変身! 常に乳首でイキながら痙攣絶頂中出しSEX!（7月25日、アイエナジー）
- ボクを好きすぎる部下OLのメンヘラ愛人が自宅に押しかけジェラシー乳首こねくり不倫 既婚者チ●ポ略奪NTR中出し20発 胡桃さくら（8月6日、MOODYZ）
- 地味な優等生が小悪魔美女になって夏休みに帰省してきた! 中年親爺の私はアニメ声密着囁き淫語で痴女られ辛抱たまらず… 胡桃さくら（8月6日、FunCity/妄想族）
- じんかくそうさ洗脳催眠 糞ニートを全滅させにきましたN○O法人あかるいみ○いのタナカです。死ぬほど後悔させてあげますよ編 胡桃さくら（8月6日、山と空/妄想族）
- 【隣に住む巨乳ヤンキーに媚薬を吸わせたら】無限おま○こコネくりキメオナニー覗き押しかけキメセクレ×プ撮り スケベGAL発情盗撮（8月6日、変態紳士倶楽部）
- ナチュラルハイ25周年記念作品 敏感（恥）巨乳羞恥2024 完全版 10人全員SEX 乳首絶頂Ver. 2枚組520分（8月8日、ナチュラルハイ）
- 純粋な優等生は不良ギャルとのエビ反りキメセクでレズ堕ちしました。 胡桃さくら 新井リマ（8月13日、ダスッ!）
- 禁断介護 胡桃さくら（8月20日、グローリークエスト）
- アナルのシワの数までハッキリわかる! ノーモザイク連続絶頂アナル見せオナニー 27（8月22日、アイエナジー）
- お尻が言うこと、聞かないんです。デカ尻に支配され、本能に抗えないムチムチお姉さんの誘惑。 胡桃さくら（8月27日、ダスッ!）
- ギャルなのに超内気な義妹を連日チクハラしてたら超敏感早漏体質になってイキまくり! 下品な顔でイキまくる変態女子に豹変。 胡桃さくら（8月27日、ROYAL）
- 淫魔討伐 生意気サキュバスを拘束・輪姦・媚薬漬け!! 強制イキ狂いレイプで完全屈服させてやった。胡桃さくら（8月27日、REAL）
- 母性溢れる子育てママさん! 「女性恐怖症で悩む童貞くんに女性の温もりを与えてくれませんか?」 奥さんが人生はじめてのパンティ素股でフルボッキした童貞チ◎ポに大興奮!! まさかの合体筆おろしSP!（9月6日、ゲッツ!!）
- ふわとろ巨乳のバブみある年下義母に死ぬほど甘やかされ、オギャり射精を繰り返したボク。 胡桃さくら（9月10日、ダスッ!）
- 大人を見下してナメ腐った超生意気美女たちを絶倫チ●ポで徹底的に理解らせるW種付けレ×プ 胡桃さくら 夏木りん（9月10日、ROOKIE）
- マジックミラーNTRエステ 隣で美乳スレンダーな彼女が寝取られているのに、僕は巨乳お姉さんの凄テクに抗えず、生中セックスしてしまった。 胡桃さくら 大槻ひびき（9月10日、Hsoda）
- 「もう先生しか好きになれない…」 教師の僕をからかう純粋無垢な巨乳美少女は、大人の理性を壊すほどの誘惑接吻をしてきた。 胡桃さくら（9月24日、ROYAL
- 憧れの「胡桃さくら」にナマ中出し!! 巨根オトコノ娘と禁断レズSEX 胡桃さくら 橘花いろは（9月24日、セレブの友）
- 巨根オトコノ娘が憧れの女優と禁断の中出しレズビアン 橘花いろは 胡桃さくら（9月24日、TRANS CLUB）
- 一般男女モニタリングAV 素人大学生の性欲徹底検証 朝までエッチしなければ賞金10万円! 終電を逃した男女の友達はラブホテルで2人っきりになったら1発10万円の連続射精セックスに挑戦してしまうのか!? 16 彼氏がいてもラブホテルのエッチな雰囲気に呑まれた女子大生オマコが男友達のフル勃起チ○ポを生挿入で人生初の生中出しセックス!! 4組合計18発を完全収録（10月1日、DEEP'S）
- 想像以上に大人になった幼馴染のエロ過ぎるおっぱいにフル勃起! 互いの両親が不在で、年下の幼馴染が我が家にお泊りにやって来た。 胡桃さくら（10月22日、ROYAL）
- 完全主観 5人の女性による5日間連続オナニー射精管理1日1オナニーで展開する悶絶の5days（10月24日、フェチ眼）
- 「精子出さなきゃ苦しいですよね…?」 隣人の心優しい巨乳看護師に骨折でシコれないフリして性処理をお願いしたら自慰サポート手コキで13発おっぱいぶっかけ射精させてくれた。 胡桃さくら（11月5日、LUNATICS）
- 本日も元気にOPEN!! 予約の取れない男性専用脱毛サロン『代官山シルキータッチ』エロすぎるセラピストの施術がSNSで話題になっている!!（11月7日、LEO）
- 元カレとはできなかったセックスしてもいいですか? 好きなものゲームとお酒とセックス! 欲望の塊のような巨乳美女と初対面で中出しセックスしまくる夢みたいな話。 胡桃さくら（11月12日、ROOKIE）
- 精子好き女子のエロ活フェラ抜きマッチング 3（11月5日、MAX-A）
- エロメイド養成学園 ご奉仕またがり学部ねっちょりベロキス騎乗位中出し学科 二葉エマ 姫川かのん 白石もも 沙月恵奈 菊池はる 天馬ゆい Nia 胡桃さくら（11月19日、MOODYZ）
- ぴえん系おチ〇ポ成敗（11月21日、SODクリエイト）
- 派遣マッサージ師にきわどい秘部を触られすぎて、快楽に耐え切れず寝取られました。 胡桃さくら（11月26日、ダスッ!）
- ヤリマン大学生だらけの会員制ヤリサー 凄テクの射精管理で入会希望者のおチ〇ポをイジメ抜くハーレム新歓合宿 胡桃さくら 末広純 美園和花（11月26日、Million）
- ゴミ屋敷清掃員パートの若妻たちがボクのため込んだ大量のオナティッシュから漂うザーメン臭に大興奮! ゴミ山に隠れてSEX三昧! 部屋もキンタマも…スッキリです!（11月26日、Hunter）
- 【黒パンストセクハラ】残業中、ミニスカ美脚挑発で若手ち○ぽをガチガチ勃起させ脚テクで何度も抜きまくる巨乳人妻女上司 胡桃さくら（12月3日、スモークフィルムズ/妄想族）
- エロかわ女子〇生が夢のご奉仕 学園祭爆乳ソープランド 学園祭の出し物はまさかの担任先生も容認 性風俗店!? みその さくら なの（12月3日、桃太郎映像出版）
- 愛が重すぎる妹の拘束乳首責め 逆夜這いでいいなりM男に調教された夜（12月10日、BAZOOKA）
- 極秘入手! アンケート会場で昏睡レイプされる清楚な女性達! 2（12月10日、セレブの友）
- 寝取らせ旅行に送り出した巨乳彼女は、絶倫ヤリチンの夜通し膣奥ピストンで心まで堕ちていた。 胡桃さくら（12月24日、ダスッ!）
- トー横界隈を放浪する激カワZ世代女子たちの援交ハメ撮り映像集!（12月24日、セレブの友）

- MJOI 最高の変態手淫指導 絶対的挑発淫語オナニーコントロール 胡桃さくら（1月7日、MARRION）
- 彼女の巨乳妹の無防備ハミ乳挑発に我慢できずぬるテカオイル乳首ハラスメントで敏感早漏体質に仕立てあげ何度も乳首イキさせまくった。 胡桃さくら（1月7日、LUNATICS）
- 見られたくないけど見られたい性癖の先生が校内露出で羞恥快感放尿発情 胡桃さくら（1月7日、山と空/妄想族）
- 友達の彼女がホットパンツ食い込み美尻で誘惑してきたので…（1月7日、ゲッツ!!ボンボン/妄想族）
- 出張マッサージ盗撮 札幌出張中にマッサージ呼んだら美女が来たので…4名収録（1月7日、ゲッツ!!ボンボン/妄想族）
- 迷い込んだ先は極上の遊郭… 魔性のささやきと舐め吸いでとことん焦らす極乳ハーレム遊廓 美園和花 胡桃さくら 新井リマ（1月14日、Million）
- 「誰の下着が一番好き? これも仕事だからちゃんと見て!」 下着メーカーに就職したら10人の巨乳女子社員たちに誘惑されて… とんでもない事態です! 2（1月14日、Hunter）
- ケツ穴のシワまで丸見えにして、アナタだけに見せつけるオナニーで激イキする15人の女たち! vol.4（1月14日、セレブの友）
- 定額料金でいつでもどこでもサブスク性交!! このキャバクラでは定額料金を支払えば在籍する有名AV女優とところ構わずハメ放題! 「Red Dragonコラボ! 男の桃源郷で快楽ナイトバージョン!」 森沢かな 有岡みう 胡桃さくら（1月23日、FALENO TUBE）
- OD（オーバードーズ）ト○横キメセク人形凌辱 被害者3名（1月28日、REAL）
- いもうとケータリングサービス ささやきエンジェルボイスのツインテ美少女がサキュバス化!? 理想の妹と本能むき出しイチャトロ交尾! 胡桃さくら（2月4日、桃太郎映像出版）
- 「亀頭なら浮気にはなりません…」 商品開発部で彼女の妹・さくらちゃんに試作品の象さんパンツを履かされた僕は、飛び出た亀頭をアヒル口吸引フェラチオされてビュルビュル射精し続けました…。 胡桃さくら（2月4日、グローリークエスト）
- 神出鬼没のおさわり虫! どこからともなく湧き出る粘着ストーカー害虫に嬲られ弄られる女たち（2月4日、桃太郎映像出版）
- 朝から晩まで中出しセックス 58 胡桃さくら（2月6日、アイエナジー）
- 放課後全身舐めまわしハーレム。（2月11日、Hsoda）
- リアル白衣の天使ナースさんにインポで童貞に悩む男のオナニー介抱してもらいました!! 美し過ぎる裸体のナースにギン勃ちしたチ〇ポをズブリ! 生中出しで童貞卒業させてくれました! 2（2月20日、アイエナジー）
- いちゃKISS甘あまレズデート。夜が全て忘れさせる前に唾液を絡めてスキを伝えて、キミの体温も愛液も愛しくて。世界に必要なのは私たち2人だけ。 胡桃さくら 斎藤あみり（2月25日、ダスッ!）
- パンスト特化 胡桃さくらの完全着衣パンスト × コスプレFUCK（3月4日、グローリークエスト）
- セックスよりも気持ちいい ご主人様だけを見つめるご奉仕好きのメイド主観フェラチオ 撮りおろし15連発（3月4日、桃太郎映像出版）
- 学校でSEXする不良カップルに見張り役をさせられてる陰キャな僕だけど、早漏彼氏では満たされない女の子に事後こっそり誘われ代役チ〇ポとしてハメまくり中出ししまくりの充実した日々を送ってます。 胡桃さくら（3月11日、アリスJAPAN）
- 同窓会レズビアンNTR ～恋心を暴走させた絶倫友人に声殺しでイカされ続け夜通し性交でレズ堕ちさせられた婚前巨乳美女～ 小坂ひまり 胡桃さくら（3月11日、ビビアン）
- 胡桃さくら The Ultimate Best 8時間（3月11日、セレブの友）※単体ベスト
- 極上ボディで何度も射精させちゃう超淫乱高級デリヘル嬢 9（3月11日、BAZOOKA）
- いびつな性癖、勃起M男を虐めたい。胡桃さくら（3月18日、S-Cute）※配信作品のDVD版。
- アナル舐めさせ小悪魔痴女♪ むせるようなケツ穴の匂いと味でマーキング! 尻穴＊ひくひく肛門クンニSEXで射精管理してくるプリ尻ビッチJ系ちゃん（3月20日、FLAVORY）
- 拘束ケツ穴＊舐められアクメ! 逃れられない肛門クンニでイキ果てて… アナル丸出しSEXで中出し懇願するドMコンカフェ店員ちゃん 胡桃さくら（3月25日、AVS collector’s）
- 新大久保に通うパツパツ巨乳J系姪っ子の無自覚おっぱい挑発に我慢できず即ハメダイナマイト! バリ硬叔父デカち○ぽの説教中出しピストンで涙目になるまでとことん反省イキさせた。 胡桃さくら（4月1日、LUNATICS）
- 本物全裸素人 セクシーヌードポーズファイル 4（4月8日、S級素人）
- 「たっくさんシコシコしてね?」鼓膜を震わせて理性バカにするASMRぐちょチュパJ系リフレ 尾崎えりか 胡桃さくら 宮西ひかる（4月22日、Million）
- コスさぽ。ヲタオヂ9P乱交 アイドル級パイパン素人レイヤーsakuraをゴムなし1000本子宮ノックでワカラセ連続中出し調教（4月22日、トーキョー ヲタ連/妄想族）
- イキたいのにイカせてもらえない小悪魔W痴女の寸止め射精管理 胡桃さくら 優梨まいな（5月13日、AVS collector’s）
- 完全サポート! 誘惑パンチラご奉仕セクシーメイド 倉木しおり 小那海あや 胡桃さくら 木下ひまり（5月13日、unfinished）
- 「こんなに濡らしたら… 起きてるのバレちゃう…」 潰れた彼氏のすぐ横で身体を好き放題弄ばれても拒めず寝たふりしたままアソコをトロットロにする気弱な友達の彼女。（5月16日、DOC）
- 希望を胸にやってきた新人メイドを朝から晩まで種付け痙攣性処理調教 嫌悪しか感じない男に泣きたくなるほど犯されて… 胡桃さくら（5月27日、クリスタル映像）
- お股のかぐわしい香りでチッ息寸前! 小悪魔寸止めとグリグリ顔騎でM男ち○ぽをシゴキあげる! 至福の顔騎手コキ甘サド美女20名307分ww（5月27日、S級素人）
- 風俗面接SEX盗撮 本番推奨風俗店の面接→SEX体験講習パーフェクト流出!! ＃001 面接シロウト 3名245分（6月3日、シロウトネキ/妄想族）
- DAS1 GIRLS MEMORIES 胡桃さくら PREMIUM BEST（6月10日、ダスッ!）※単体ベスト
- 嗅いでみる? 無洗ムレムレ女体臭 2 胡桃さくら（6月24日、かぐや姫Pt/妄想族）
- 女体フェチ図鑑 8 完全全裸60人（6月24日、グローリークエスト）
- 敏腕性欲コンシェルジュ3名つき予約1年待ちの隠れ家 射精∞チケットVIP専用性処理ホテル 小那海あや 胡桃さくら Nia（7月8日、Million）
- 極上ボディと魔性テクで連続でザーメン射精させちゃう超淫乱高級サキュバスデリヘル（7月8日、BAZOOKA）
- ROCKET17周年記念ユーザーリクエスト祭り めちゃくちゃ入れ替わファミリー ～パパとママと娘の二日間～ 胡桃さくら 鈴木真夕 幾野まち（8月7日、ROCKET）
- 絶望監禁 ぴえん系デリ嬢拘束レ×プ 人生終了した無敵男は最期に可愛い女を拘束して犯してイカせて狂わせる（8月12日、REAL）
- SNSで大バズり! 300万インプレッション超! 短小包茎はお断りな世界 実写版 粗チンに人権ナシの世界線! 【種付け師】のデカチン調教にメロメロ即堕ちNTR 胡桃さくら（8月19日、MOODYZ）
- 胡桃さくら 6作品8時間BEST（8月26日、ROYAL）※単体ベスト
- 逆バニーと遊べる夢のカジノ! 極上ボディの美少女達が逆バニーコスでお出迎え! さらにゲームに勝てば好みのバニーとヤリたい放題! 知る人ぞ知る夢の楽園ここにあり! 連日男性客で大盛況!と噂を聞きつけてやってきた逆バニーが在籍するという夢のカジノ。（8月26日、Hunter）

### アダルトVR
- 声優を目指す幼馴染にエロアニメの仕事が届いたそうで… 実際に僕のチ○ポを使ってセックスの吹き替えシーンの練習をしました 胡桃さくら（6月13日、SODクリエイト）
- アニメ声で毒突きながら、超丁寧に全身舐めご奉仕してくれる 専属罵倒メイド 胡桃さくら（7月28日、SODクリエイト）

- お仕置きなのに興奮しちゃったの…? 執事のボクを集中チクビ責めでイジメる巨乳お嬢様 胡桃さくら（6月9日、KMPVR）
- 黒髪美巨乳の王道美少女と【制服・サキュバス・狐コス・体操着・メイド・逆バニー・エロ猫】7コス変化SEX! アニメ声の早漏ま○こを痙攣するほどイカせにイカせまくった【口内射精・挟射・中出し×5・顔射】 胡桃さくら（6月17日、こあらVR）
- 地味で巨乳な義姉の膣の疼きが止まらない エンドレスで精子を求める色欲性交 胡桃さくら（6月26日、KMPVR）
- 【ゴム有専門店】のソープランドで萌え声・美顔・美巨乳の魅力的なスタイル抜群S級泡姫に【こっそりゴムを外して無許可で大量中出し!】妊娠しちゃうと焦っても生ち○ぽで突かれる快楽に負け痙攣アクメ連発の敏感マ○コに【口内射精・挟射・中出し3発射】 胡桃さくら（7月5日、こあらVR）
- Wアニメボイスで脳イキ連続射精! 後輩たちのハーレムASMRの練習台になったボクVR 胡桃さくら 横宮七海（7月23日、kawaii*）
- 顔面特化アングルVR ～ず～っとガン見されながら激甘ボイスでシコシコされる射精サポート～ 胡桃さくら（8月5日、KMPVR）
- 天井特化アングルVR ～誘惑おっぱいのメンズエステ～ 胡桃さくら（8月19日、KMPVR）
- ウーマナイザー × 感じている顔VR（9月24日、KMPVR）
- 「兄貴ウザい! 近寄んないで!」 ツンツン妹のデレデレ本心が丸聞こえ!（ホントは大好き… Hしたい…）外側と内側のギャップに萌えまくるテレパシーSEX 胡桃さくら（11月30日、アリスJAPAN）
- 格安宿で旅行ハイの巨乳バックパッカーとまさかの相部屋! ほろ酔い激ヤバテンションで朝まで襲われるオールナイトおっぱい逆3P 水原みその 胡桃さくら（12月18日、kawaii*）

- これぞ8K! アニメボイスで寸止め大好き! 胡桃さくらがコスプレでアナタの自宅を突撃訪問!! 8KVR（1月8日、KMPVR）
- いっぱい舐めてあげるから、オナニーしてね♡（1月8日、KMPVR）
- スローセックスVR ～「オッパイばっかり見てる～♪」～ 胡桃さくら（1月22日、KMPVR）
- あの時のピンサロ嬢はぽんこつ新米ナース!? 仕事のコツを教えてあげたらボクに懐いてきて、入院中おち●ちんをお口でねっとりお掃除、おマ●コでごっそり精子を抜いてくれました。 胡桃さくら（1月25日、SODクリエイト）
- だらだら唾液と甘とろささやきでボクをダメにする小悪魔Sなギャル妹 胡桃さくら（1月29日、KMPVR-彩-）
- 社員旅行でベロベロになったボク、部下の胡桃ちゃんにダル絡みしてしまって、、、「先輩とならエッチしてもいいですよ？」立場逆転、年下女子のしつこい舌使いとぎゅうぎゅうマ●コに負けてトキメキ不倫SEX 胡桃さくら（2月26日、SODクリエイト）
- クールで美人な担当看護師に見つめられながら、事務的（業務として）に性欲処理される入院生活 さくら（4月12日、unfinished）
- 駆け出しの頃から‘神推し’ていた人気レイヤーと【コスプレ個人撮影SEX!】 胡桃さくら（5月9日、VRパラダイス）
- 心を虜にするJKカノジョの絶対領域 15cmの隙間でボクを魅了する太もも爆ヌキ性交 胡桃さくら（5月10日、KMPVR-彩-）
- 「ウチらのキスで脳イキしてあげる♪」 女子寮に入ったボクを絶対キス領域に引きずり込むベロちゅうハーレム 小那海あや 胡桃さくら 流川莉央（6月28日、KMPVR-彩-）
- 飲むと痴女に豹変する酒ザコ淫乱コンカフェ嬢と酔いどれ自宅アフター性交 胡桃さくら（7月1日、KMPVR-彩-）
- 昼間は塩対応なのに夜になると「だいしゅき」連発イチャラブモード全開で中出しSEXおねだり ツンデレ彼女 胡桃さくら【8K】（7月10日、P-BOX VR）
- フェラ顔 8K ノーモザ デカチンディルド しゃぶりつくしコレクション VR（7月10日、P-BOX VR）
- 「キスしてくれなきゃ呪っちゃうぞ♪」 幼馴染に憑りついたこっくりさんはボクの恋心をもてあそぶベロチュウ憑依性交 胡桃さくら（7月16日、KMPVR）
- なにがあってもこのオッパイは君のみかただよ 保健の先生美巨乳密着全肯定性教育 胡桃さくら（8月7日、P-BOX VR）
- 8K オマ●コ ハイレグ食い込みオナニー観察VR（8月7日、P-BOX VR）
- 新聞の折り込みチラシに載ってたマンツーマンの実技講習で中出しテクニックをグングン上達させるSEXアドバイザー 胡桃さくら（9月1日、KMPVR-彩-）
- 圧倒的美貌と性欲魔力に弄ばれる保護者不倫 ～息子の教師との踏み入れてはいけない関係～ 胡桃さくら（9月16日、KMPVR）
- 美女8人のケツ穴くぱぁ～を近距離ガン見VR 4（9月18日、P-BOX VR）
- 時間停止ワールド ～女子社員大パニック～ OLたちは犯されていることを知らない…サイレント支配。（11月28日、SODクリエイト）

- 自分専用の性処理ペットとして染め上げる逆教育 胡桃さくら（1月4日、KMPVR-彩-）
- 誰からも相手にされないチー牛（僕）が催眠術を使ってクラスを乗っ取る! 馬鹿にしてきたカースト上位の女子クラスメイトと女教師の意識を操ってモテモテに! 学校で子供作り放題！人生が一変する!! 大槻ひびき 尾崎えりか 花狩まい 胡桃さくら 海野いくら 幾野まち 加賀美まり（1月24日、KMPVR）
- 「アタシが1人前のチンチンにしてあげる♪」 清楚な見た目の責め好きマネが猛烈手コキで早漏チ○ポをイジめる亀頭こねくり性交 胡桃さくら（1月25日、KMPVR-彩-）
- 推しのコスプレイヤーに彼氏がいた… キレたガチ恋絶倫オタクのボクは弱みを握って睨まれながらいいなり中出し性交。 胡桃さくら（2月4日、unfinished）
- モテないボクに訪れたミラクル!! 禁断の儀式をしたらまさかの巨乳サキュバス5姉妹召喚!! 1vs5のヤリまくり無限∞射精ハーレム新婚生活（2月21日、KMPVR-彩-）
- 校則改革VR 第15条3項スカートは常に下着が見える丈の物を着用すること（3月17日、SODクリエイト）
- アンバランスなFカップにKISSをして♪TOP OF 巨乳美少女胡桃さくら8K BEST300分（4月15日、KMPVR）※単体ベスト
- 彼女はここまで出来ないでしょ?? 彼女が出来たボクにツンツン嫉妬し、ねっとりフェラで抜き続けるJ●幼馴染 胡桃さくら（5月11日、KMPVR-彩-）
- 週刊“胡桃さくら”を組み立てよう 創刊号 おっぱい ￥1,980（5月22日、SODクリエイト）
- 幼馴染みを完全無抵抗なリアルラブドールにしてやった! 胡桃さくら（6月4日、MAX-A）
- パイパンとフサフサ陰毛、どっちが好きなの? 鼠蹊部を眺めながら罵倒されたい… オモケナシClub デリバリーM性感風俗に胡桃さくらと音琴るい入店!（6月15日、kawaii*）
- 溺愛の射精管理 別れ話を撤回するまで射精できない永遠の愛の形 胡桃さくら（7月5日、KMPVR-彩-）
- スレンダー家庭教師の静かで淫らな美脚レクチャー 脚コキ、足裏、つま先、全部でシゴかれて成績もチ○ポも急上昇! 胡桃さくら（7月20日、KMPVR-彩-）
- 萌えボイスASMRで人気の激カワ声優がチ○ポでアヘ顔オホ声ケモ声絶叫「ん゛っっほぉぉお゛ぉお゛ぉぉ! イグッイグッイッッグヴゥゥッ!!」 唸り喘いでイキ狂いケダモノ淫語連呼キャラ変するまでガン突き中出ししまくった 胡桃さくら（7月31日、アリスJAPAN）
- あま声早漏肯定 痴女天使すぎる女部下がガマン不要で何度も優しく発射に導いてくれる甘イキ射精サポート 胡桃さくら（8月18日、KMPVR-彩-）
- シン・顔面特化アングルVR ～コンカフェ嬢・胡桃さくらが推し客のボクを’KuruMira’で射精管理する!!!!（8月25日、KMPVR）

### アダルト配信
- さくら (18) 帰宅部【現○私立高○3○生】【アイドル声優を目指す最新令和女子】【美巨乳&ピンク乳首の国宝おっぱい】【ねっとり前戯から生チン挿入で中出しSEX】【激きゃわ猫コス2戦目突入】【悶絶激ピスで絶頂アクメで最後は思いっきり顔射フィニッシュ】（5月25日、しろうとまんまん）
- 【感度良好】【美人専門学生】声優のタマゴの可愛らしい声で世の男を魅了する! ネットでAV応募→AV体験撮影 1984 さくら 20歳 声優の専門学生（5月26日、シロウトTV）
- 【アイドル声優を目指す超美乳のドM専門学生に中出しと顔射をキメる!】 ドSなオラオラ系彼氏のお願いで初めてのハメ撮りSEX! 羞恥心と服●欲で次第に快感に身を任せるように…! アニメ声でよがりまくってイキっぱなし!! 恥ずかしいスク水や猫耳水着に着替えさせられて羞恥心も限界突破! 二人で快感に溺れて大絶頂!!! 【あまちゅあハメREC＃はな＃専門学生】（5月30日、MOON FORCE）
- 百戦錬磨のナンパ師のヤリ部屋で、連れ込みSEX隠し撮り 291 さくら 21歳 マッチングアプリで会った女  マッチングアプリで知り合った黒髪ロング前髪ぱっつん清楚系アニメ声女子を部屋に連れ込み! 無言で見つめ合って合意の上SEX! ハメられまくって可愛い声もちょっと下品に! 巨乳で美尻な真っ白なスベスベボディもばっちり盗撮!!（5月31日、ナンパTV）
- さくらちゃん（6月18日、素人ムクムク-痴-）
- 【新橋でサラリーマンに大人気エロかわガールズバー店員】【まっしろ美巨乳 & スラっと美脚にお客はメロメロ】【神展開! 酒乱で淫乱とんでもないドスケベ女に豹変!】【顔面騎乗にペニスバンドプレイお酒の力で性癖開眼!】【純白美麗ボディをザーメンで●しまくる!】【お口に! おっぱいに! 膣奥に! 怒涛の5連発!!!!!】【めい】（6月24日、街角シロウトナンパ）
- さくら (smuk152)（7月16日、素人ムクムク）
- SAK01（7月19日、路地裏ぱんぱん）
- さくらちゃん（8月3日、浮遊僧）
- さくらちゃん (oreco418)（8月12日、俺の素人-Z-）
- ヤミヤミアルコール / 飲み過ぎ童顔巨乳 (ピンク乳首)（8月22日、ヤミヤミ）
- らん（9月7日、素人ナンパバラエティ）
- ラグジュTV 1710 清水桃 25歳 声優  『エッチな声優をしています…』艶のある萌え系ボイスの美女が初登場! 透明感ある美しいルックスと均整のとれたプロポーション…。見た目に反してエッチなことに興味津々! 可愛らしい声をあげながら貪るように快楽を求める!（9月19日、ラグジュTV）
- ミサト（9月22日、素人ギャラリー）
- KASUMI（9月25日、素人ギャラリー）
- 【壊れちゃうハメ潮絶頂】下乳の写真でバズり散らかすGcupイ●スタグラマーをSNSナンパ!! 「こんなの初めてっ!! ずっと出ちゃううう!!」 ハメ潮を大量に吹きながら絶頂しまくるビッチギャルがどちゃくそシコい!! 「壊れちゃう!!」連発でG乳揺らしてイキ果てる!! 【イ●スタやりたガール。】こももちゃん 22歳 無職 (イ●スタグラマー)（10月7日、Jackson）
- ルカ（10月12日、素人ギャラリー）
- 【かわちいボイス】【マジで美人】『声が漏れちゃうぐらいに気持ちいいコトしたい♪』メイドカフェで働く声優志望の美女学生が甘い欲望を叶えに来た! 【逆バニー】【超エロボディ】巨乳逆バニーで最強グラマラスボディは過激すぎるwたっぷり責めてあげて激しくイキ乱れるwww 性欲丸出しのSEXを見逃すな!! さくら 20歳 専門学生（10月17日、ARA）
- 【某・夢の国のキャスト! 仲良し巨乳コンビ!! 大乱交ハロウィンパーティ】 街中で異彩を放つ極上スタイルなギャル2人組!! しっかり者なスタイル抜群先輩ギャル・ランちゃん! おっとり系の爆乳えちえち後輩ギャル・シーちゃん! え!? 夢の国で働いてるの?! 2人とも服の上からでも圧巻スタイル! なんだけど脱がすとおっぱいがマジでキレイ! 用意したデカチンをねっとり濃厚Wフェラ抜き→ホテルに着くなり速攻4P! イキまくり! ハメまくり! もちのロンで特濃なま中出し♪友情の一線超えちゃうレズプレイで2人とも大絶頂!! 負けじと追いハメ!! ハロウィンの夜にド変態すぎる小悪魔サキュバスが2人! 連れられて来た夢の国はメチャクチャえっちだった!!! 【ギャルしべ長者SP ラン & シー】（10月31日、Jackson）
- 【おじSEXに沼りたい!!】リアルパパに買ってもらったマンションでのびのび暮らす実家極太ぴえん! 「なんか流行ってるからやってみたい♪」とか軽いノリでパパ活www 温室育ちのぴえんに青筋立ったおじち●ぽ炸裂www さちゃん（11月2日、プレステージプレミアム）
- なみか & さくら (oreco529)（11月22日、俺の素人-Z-）
- クミ（11月27日、卑劣な男に眠らされた女たち）
- サラ（12月3日、素人ギャラリー）
- 無意識のうちに男をムラっとさせるイイ女! 脱がせたらオッパイもアソコもめっちゃきれいなズルいOLさくら【意識混濁】（12月16日、ゲスヤミ）
- 【乱交】眠りながらビシャビシャ潮噴く猛者Gカップなな&色白もち肌で無意識に誘惑し続けるGカップさくら（12月23日、ゲスヤミ）
- ＜ホス狂ザマァw＞ G乳地雷系彼女、ホストに騙され、AV出演+中出しで地獄へ ノリよくて可愛い子を求め歌舞伎町でカップル探索。早速地雷(ぴえん)系の彼女発見! 聞くと彼とはホストでお店で知り合ったとか。さらにこれから彼の店にデートだと。多分それは彼氏じゃないよ? と言う気持ちを抑え、出演交渉。彼はAVに大賛成。締め日前に店に応援しに来てほしいとか…やっぱり色恋じゃん笑 彼女は恋の盲目で彼を信じ泣く泣く出演。G乳に桃色乳首、強い抵抗を見せつつ痙攣する身体…これは体目的か金目的が寄るダメンズ生産機だわ…。何だか可哀想なので最後は中出しをプレゼント。え、嬉しくない?笑 きらりさん 22歳 コンカフェ嬢（12月29日、NTR.net）

- 北区・被害者K (oremo106)（1月7日、俺の素人-Z-）
- 【メイド喫茶店員さん】【美白美乳乙女】【エッチなコスで生ハメ!】THE清楚ッ! 黒髪ロングでスタイル抜群女子ッ! 出没! ナン街ック天国 #020 マリアちゃん (21歳)（1月10日、はめちゃん。）
- くるみ (mgfx132)（1月19日、陳飛龍）
- 【3D美爆乳】アニメ声×Fカップ美爆乳の現役美大生を彼女としてレンタル! 口説き落として本来禁止のエロ行為までヤリまくった一部始終を完全REC!! ハミ乳がぶるんぶるん揺れまくるナイトプールデートを楽しんだ後はホテルで秘密の恋人セックス!! パイズリ堪能してギンギンになったチ◯コで、パイパン生マ◯コを思う存分突きまくる!!! 【レンタル彼女】 さくらちゃん 21歳 美大生（1月21日、プレステージプレミアム）
- 制服女子可愛い系 & 美女系 (oremo120)（2月2日、俺の素人-Z-）
- さくらちゃん (oreco593)（2月4日、俺の素人-Z-）
- くるみ 2（2月16日、陳飛龍）
- さくら (refuck062)（2月16日、Re:Fuck）
- 【大久保】プリンちゃん【た●んぼ】（2月27日、はめちゃん。）
- Hさん (orena007)（3月1日、俺の素人）
- ハル (tykj001)（3月6日、素人ギャラリー）
- さくら (scute1444)（3月15日、S-Cute）
- りな & さくら (oreco724)（6月5日、俺の素人-Z-）
- S202 (oremo202)（6月12日、俺の素人-Z-）
- Sさん (gerk590)（6月22日、ゲリラ）
- S199ちゃん（7月12日、蜃気楼）
- さくら & りん（7月20日、素人ムクムク-塩PP-）
- S & R（7月29日、素人ムクムク-人妻-）
- 桜 & 凛（8月30日、素人ムクムク-ハーレム-）
- 【顔面つよつよ美少女】 Fカップ地雷系裏垢女子(19)に学生時代に着てた制服をリクエストしてコスプレ中出しSEX!! さち（9月6日、黒船）
- さくら (orena044)（11月30日、俺の素人）
- さくらちゃん (srgt064)（12月6日、しろうとガチャ）
- くるみちゃん (srgt072)（12月6日、しろうとガチャ）

- さくら (deli005)（2月3日、風俗ちゃん。）
- サクラさん 2 (orena066)（3月2日、俺の素人）
- さくら 2 (scute1494)（3月14日、S-Cute）
- 高嶺の花ゆえに男運ゼロな一軍女子：さくら(23)【女がハマる甘い沼】（5月29日、しろうとまんまん沼）
- さくらさん (orena089)（7月4日、俺の素人）
- 【スレンダー巨乳の萌えボイス美女】 モデル並みの引き締まったくびれボディは全身性感帯! 触れただけで甘い吐息がこぼれてキュン4しちゃうかもしれないイチャラブSEX! 【あまちゅあハメREC＃S4kura.＃美容部員】(mfcs176)（8月12日、MOON FORCE 2nd）

### デジタル写真集
- 絶対的スーパーナチュラルポーズブック 胡桃さくら（2025年2月7日、プレステージ出版、撮影：潤）
- 絶対的透け透けテカテカポーズブック 胡桃さくら（2025年4月25日、プレステージ出版、撮影：潤）
- ABSOLUTE SPORTS POSE 絶対的スポーツポーズ集 胡桃さくら（2025年8月1日、プレステージ出版、撮影：潤）

## 出演

### テレビ
- 魚拓と成瀬のツキとスッポンぽん #434,#435（2023年1月15日,29日、パチ・スロ サイトセブンTV）

### 雑誌
- 月刊ソフト・オン・デマンド 2022年3月号（ソフト・オン・デマンド） - グラビア、インタビュー[8]